# John Southworth (martire)
John Southworth (Samlesbury, 1592 – Tyburn, 28 giugno 1654) è stato un presbitero e missionario inglese; martire per la fede, è venerato come santo dalla Chiesa cattolica e ricordato come uno dei santi quaranta martiri di Inghilterra e Galles.

## Biografia
John Southworth nacque in un'antica e nobile famiglia cattolica a Samlesbury, nel Nord-ovest dell'Inghilterra. Il padre, Sir John, preferì pagare per tutta la vita pesanti multe pur di non rinunciare al proprio Credo, anche se gli costò parte del suo patrimonio. John iniziò gli studi al Collegio inglese di Douai (nelle Fiandre) il 14 luglio 1613. Nel 1618 ricevette l'ordinazione presbiterale. L'anno successivo Southworth tornò in Inghilterra (13 ottobre 1619) e si stabilì a Londra. Vi rimase (sotto copertura e con un falso nome, Southwell) fino al 1624, quando fu espulso dal territorio britannico.
Andò a Bruxelles, dove svolse il ministero di cappellano nel monastero delle suore benedettine. Dopo meno di due anni tornò nella contea dov'era nato, il Lancashire, per assistere spiritualmente le famiglie cattoliche. Continuò il suo servizio per circa un anno, fino a quando fu arrestato e rinchiuso nel castello di Lancaster (1627). In quel tempo vi erano incarcerati anche i padri Edmund Arrowsmith ed Ambrose Barlow (futuri santi). Quando il primo fu mandato al supplizio, fu Southworth ad impartirgli l'ultima benedizione, il 28 agosto 1628, dalla finestra della sua cella.
In settembre John fu condannato a morte ma, qualche giorno prima dell'esecuzione, per intercessione della regina consorte, la cattolica Enrichetta Maria, fu graziato, pur continuando la detenzione. Due anni dopo, ancora per l'intervento di Enrichetta Maria, re Carlo I concesse la libertà a 15 sacerdoti cattolici. Padre John fu inserito nell'elenco e fu consegnato all'ambasciatore francese. In attesa del trasferimento oltremanica, il sacerdote fu trasferito nella prigione londinese del Clink (1630). Non è chiaro se effettivamente si trasferì in Francia, fatto sta che nel 1632 Southworth era ancora in carcere al Clink.
Nel 1635 scoppiò a Londra un'epidemia di peste, che imperversò fino a tutto il 1636 facendo diecimila vittime. Padre John, assieme al confratello Enrico Morse (oggi santo) si recò nei quartieri più poveri della capitale per assistere le persone malate, che non potevano neanche procurarsi da mangiare perché era loro proibito uscire di casa. Poiché le parrocchie non aiutavano i cattolici, a meno che abiurassero per l'anglicanesimo, Southworth e Morse poterono contare solo sulle donazioni. Nell'ottobre 1636 lanciarono un appello ai cattolici affinché aiutassero tutti gli appestati. La risposta fu al di sopra delle aspettative. A partire dalla regina consorte di Carlo I, Enrichetta Maria, gli aiuti furono generosi, tanto che oggi Enrico Morse e John Southworth sono ricordati dagli inglesi come «i preti della peste». La gerarchia anglicana non vide di buon occhio l'attivismo dei due sacerdoti cattolici e chiese alle autorità di prendere provvedimenti contro il «pericoloso seduttore Southworth, alias Southwell» perché con la scusa di curare gli ammalati, corrompeva le anime.

Padre John fu raggiunto da un mandato d'arresto e rinchiuso a Gatehouse, la prigione della Città di Westminster. 
L'epidemia di peste continuava a fare vittime. Dalla sua cella Southworth inviò una lettera al re ed alla regina, spiegando loro che, senza la sua assistenza, i più poveri sarebbero morti tra enormi sofferenze. I monarchi accolsero la sua richiesta e diedero incarico a Francis Windebank, il Segretario di Stato, di liberarlo. Southworth, divenuto molto popolare, entrò nel mirino dei cacciatori di preti cattolici, che ricevevano una ricompensa in denaro per ogni sacerdote consegnato alle autorità. 
Nel 1637 padre John fu catturato più volte insieme a un confratello con una richiesta di riscatto. Sir Windebank intervenne di persona per liberarlo. Il fatto si ripeté altre volte, finché nel 1640 il Parlamento venne a sapere che il Segretario di Stato era molto clemente con i cattolici. Lo convocò per rispondere di questa accusa, ma il re gli permise di fuggire in Francia. 
Padre John continuò clandestinamente la sua missione dal 1640 al 1654. Ebbe anche l'incarico di raccogliere fondi per il clero cattolico londinese. Nel 1649 re Carlo I fu giustiziato e la monarchia fu sostituita dalla dittatura di Oliver Cromwell. I cacciatori di sacerdoti continuarono a tormentarlo. Di certo la sua vita si complicò. Il 19 giugno 1654 fu catturato mentre dormiva e portato alla prigione di Newgate in attesa del processo, che si tenne presso la corte penale di Londra. L'accusa di essere un sacerdote cattolico fu confermata dallo stesso Southworth, che non temeva il giudizio degli uomini, ma solo quello di Dio. Gli ambasciatori degli stati cattolici sostennero invano la richiesta di grazia contro la condanna a morte presso Cromwell.
Il 28 giugno 1654 fu prelevato dalla sua cella e portato a Tyburn, luogo delle esecuzioni capitali. Migliaia di persone affollarono la piazza dov'era allestito il patibolo. Lungo il percorso furono notate decine di carrozze, appartenenti agli ambasciatori ed a personalità cattoliche. Arrivato davanti al patibolo, padre John parlò alle migliaia di persone che affollavano la piazza:
La condanna fu eseguita per impiccagione, sventramento e squartamento. L'ambasciatore spagnolo chiese al boia (che volle essere pagato) di consegnargli le membra del corpo del martire. L'illustre famiglia Howard, del Norfolk, chiese a un chirurgo di ricucire i resti. Poi, il corpo imbalsamato fu inviato clandestinamente al Collegio di Douai, dove fu posto sotto l'altare della chiesa di Sant'Agostina. Il corpo fu sepolto in una tomba anonima dopo lo scoppio della Rivoluzione Francese, per evitare che subisse le sorti di tante altre reliquie andate perdute in Francia in questo periodo.

La salma fu ritrovata nel 1927, durante gli scavi per la costruzione di una strada. Oggi il corpo di John Southwell è conservato nella cappella di San Giorgio, interna alla cattedrale di Westminster, esposto in un reliquiario di vetro.

## Culto
John Southworth fu beatificato da Pio XI il 15 dicembre 1929 e fu canonizzato da Paolo VI il 25 ottobre 1970 nel novero dei Quaranta martiri inglesi e gallesi.